# Syneuodynerus erichi
Syneuodynerus erichi är en stekelart som först beskrevs av Gusenleitner 1967.  Syneuodynerus erichi ingår i släktet Syneuodynerus och familjen Eumenidae. Inga underarter finns listade i Catalogue of Life.